# Kontrewers (województwo mazowieckie)
Kontrewers – wieś sołecka w Polsce położona w województwie mazowieckim, w powiecie mławskim, w gminie Strzegowo.
| SIMC    | Nazwa     | Rodzaj     |
| ------- | --------- | ---------- |
| 0126770 | Marianowo | przysiółek |
| 0126787 | Smętne    | przysiółek |

Wierni Kościoła rzymskokatolickiego należą do parafii św. Mikołaja w Niedzborzu.
W latach 1975–1998 miejscowość administracyjnie należała do województwa ciechanowskiego.